# Rudolph Sohm
Gotthold Julius Rudolph Sohm, född den 29 oktober 1841 i Rostock, död den 16 maj 1917 i Leipzig, var en tysk rättslärd.

## Biografi
Sohm blev 1866 docent, 1870 extra ordinarie professor i Göttingen, samma år professor i Freiburg im Breisgau, 1872 i Strassburg och 1887 ordinarie professor vid Leipzigs juridiska fakultet. 
Hans författarskap var omfattande och mångsidigt samt till formen elegant. Han medarbetade i Tyska rikets civillagbok. Hans forskning omfattade rättshistoria och kyrkorätt samt var tvärvetenskaplig i så måtto att den närmade sig kyrkohistorien.